# De geboorte van Mohammed
De geboorte van Mohammed is een volksverhaal uit Turkije.

## Het verhaal
Het verhaal wordt verteld vanuit het oogpunt van de vrouw Aminah bint Wahab. Het is de maand Rajab wanneer ze zich ervan bewust wordt dat ze zwanger is. In diezelfde maand komt er een stralend wezen haar kamer binnen, die in haar hart kijkt. Het wezen kijkt ook naar het schepsel in haar schoot en begroet het met Assalaam Aleikum. Het wezen zegt dat hij Adam is, en feliciteert Aminah. De tweede maand wordt ze bezocht door Seth, de derde maand door de profeet Henoch, de vierde maand door Noach, de vijfde maand door Hud, de zesde maand door Abraham, de zevende maand door Ismaël en de achtste maand door Mozes. 
De negende maand wordt Aminah door een prachtig wezen bezocht. Hij kijkt naar haar hart, wijst naar het ongeboren kind en begroet het kind als de profeet van God. Het wezen vertelt dat hij Jezus is, de zoon van Maria. Hij is de messias en feliciteert Aminah. Het moment dat de baby geboren gaat worden, is gekomen en hij verdwijnt. 
De grootvader van de profeet, Abdal-Moetalieb, droomt. Hij krijgt het bevel het kind Mohammed te noemen. Hij roept zijn zoon Abdallah ibn Abd al-Muttalib, de vader van het kind, en zegt dat alles er op wijst dat de baby heilig is. De zoon wordt hierop naar Medina gezonden om dadels te halen voor de gasten die zullen komen. Abdallah gaat naar Medina, maar sterft op de terugreis, waardoor het kind al voor zijn geboorte vaderloos is. 
Aminah is alleen in huis wanneer het kind bijna geboren wordt. Dan hoort ze en stem en ziet een witte vogel naar binnen vliegen. De vleugels van de vogel strelen haar hart en haar angst verdwijnt. Een engel brengt Aminah iets te drinken en haar hart wordt vervuld van vreugde. Een groep vrouwen komt om haar heen staan: het zijn Eva, Sarah, de vrouw van farao Asiya die in Mozes geloofde, en andere wezens uit het paradijs. Ze komen om Mohammed te verwelkomen die op het punt staat geboren te worden. Grote zwermen vogels komen, met snavels van groen smaragd en vleugels van robijn. God neemt de sluier van haar ogen en toont het universum van oost naar west. Drie banieren worden in het oosten, het westen en een op de Ka'aba geplant. Aminah ziet de wezens uit het paradijs, ze dragen met juwelen ingelegde kommen, kruiken en gouden schalen. Zonder pijn wordt Mohammed geboren, zijn ogen zijn schoon en met collyrium bestreken. Zijn navelstreng is afgebonden en hij is besneden en in een witte sjaal gewikkeld. Ze hoort hem bidden en ze worden door een witte wolk omringd. 
Aminah hoort het gehinnik van paarden en Mohammed verdwijnt. Ze hoort een stem en een ogenblik later opent de wolk zich en Mohammed is gewikkeld in een groene doek en wordt omringd door drie engelen. Een houdt een gouden kruik vast, de tweede een schaal van smaragd en de derde een witte sjaal. Hij opent de sjaal en er komt een schitterende ring tevoorschijn. De engelen wassen Mohammed zeven keer met water uit het paradijs en er wordt een teken tussen zijn schouders gedrukt met de ring. Ze leggen de baby in de armen van Aminah en zegenen hem. De stad Mekka vult zich met de geur van het paradijs.